# Лихновский, Карл Макс
Князь Карл Макс Лихновский (нем. Karl Max von Lichnowsky; 8 марта 1860, Силезия — 27 февраля 1928, Берлин) — немецкий дипломат, посол Германии в Лондоне.
В 1884—1889 годах занимал различные дипломатические посты, а с 1889 по 1904 годы работал советником политического департамента министерства иностранных дел. В 1904 князь вышел в отставку, но в октябре 1912 года вернулся на дипломатическую службу и был назначен послом в Лондон. Это назначение привело к временному улучшению англо-германских отношений. Прибывая на должности посла, вёл с английским правительством переговоры о Багдадской железной дороге и о португальских колониях.
Во время июльского кризиса 1914 года Лихновский понадеялся, что Англия не будет воевать с Германией, что отразилось на его трактовке заявлений Грея и Асквита. Когда после начала войны князь вернулся в Германию, он подвергся обвинениям в том, что был обманут Греем. Однако во время войны, опираясь на слова Грея, Лихновский продолжал надеяться на возможность скорого заключения мира с Англией.
В 1916 году без ведома Лихновского была опубликована его записка, в которой он критиковал прусский милитаризм и возлагал на германское правительство ответственность за возникновение мировой войны. После того как англичане использовали её для антигерманской пропаганды, Лихновский был обвинён в государственной измене; в результате чего он был вынужден сложить с себя звание посла и был исключён из прусской палаты господ.
В ноябре 1918 года Лихновский обратился с воззванием к английскому народу, протестуя против тяжёлых условий перемирия.
Князь занимал резко враждебную позицию по отношению к Советской России.

## Мемуары и книги
- My mission to London, 1912—1914. Первая публикация: 1918 года. Мемуары.
- Heading for the abyss. Первая публикация: ноябрь 2006 года.
- DISCLOSURES FROM GERMANY.
- REVELATIONS OF PRINCE LICHNOWS.